# Lijst van Surinaamse ministers van Volksgezondheid
Dit is een lijst van ministers van Volksgezondheid van Suriname sinds 1948. Tot midden jaren 50 werd de term landsminister gebruikt.
| Ministerie                                   | Minister                      | Periode      | Kabinet             |
| -------------------------------------------- | ----------------------------- | ------------ | ------------------- |
| Sociale Zaken en Volksgezondheid             | H.N. Hajary                   | 1948 - 1949  | May (CAB)           |
| Volksgezondheid?                             | Lodewijk "Lou" A.M. Lichtveld | 1949 - 1951  | De Miranda          |
| Volksgezondheid?                             | Walther Hewitt                | 1951         | De Miranda          |
| Volksgezondheid?                             | William Emanuël Juglall       | 1951 - 1952  | Drielsma / Buiskool |
| Sociale Zaken, Volksgezondheid en Immigratie | Guno B. Kletter               | 1952 - 1953  | Alberga / Currie    |
| Volksgezondheid?                             | William Emanuël Juglall       | 1953 - 1955  | Alberga / Currie    |
| Volksgezondheid?                             | A.I. Faverey                  | 1955 - 1958  | Ferrier             |
| Sociale Zaken en Volksgezondheid             | Emile M.L. Ensberg            | 1958 - 1963  | Emanuels            |
| Volksgezondheid?                             | Hemradj Shriemisier           | 1963 - 1967  | Pengel I            |
| Volksgezondheid?                             | Baltus F.J. Oostburg          | 1967 - 1969  | Pengel II           |
| Volksgezondheid?                             | Edwin Gustaaf Wijngaarde      | 1969         | May                 |
| Volksgezondheid?                             | Rudi Vonsée                   | 1969 - 1971  | Sedney              |
| Volksgezondheid?                             | Just Rens*(wnd)               | 1971 - 1973  | Sedney              |
| Volksgezondheid?                             | I.M.K. Mike Brahim            | 1973 - 1977  | Arron I             |
| Volksgezondheid?                             | I.M.K. Mike Brahim            | 1977 - 1980  | Arron II            |
| Volksgezondheid?                             | Jack Tjon Tjin Joe            | 1980         | Chin A Sen I        |
| Volksgezondheid?                             | Henk Illes                    | 1980 - 1981  | Chin A Sen II       |
| Volksgezondheid?                             | Badrissein Sital              | 1981 - 1982  | Chin A Sen II       |
| Volksgezondheid?                             | Badrissein Sital              | 1982         | Neijhorst           |
| Volksgezondheid?                             | Lothar W. Boksteen            | 1983 - 1984  | Alibux              |
| Volksgezondheid?                             | Robert E. van Trikt           | 1984 - 1986  | Udenhout I          |
| Volksgezondheid?                             | Robert E. van Trikt           | 1984 - 1986  | Udenhout II         |
| Volksgezondheid?                             | Arti E.R. Jessurun            | 1986 - 1987  | Radhakishun         |
| Volksgezondheid?                             | Henk A. Alimahomed            | 1987 - 1988  | Wijdenbosch I       |
| Volksgezondheid?                             | Henk A. Alimahomed            | 1988 - 1990  | Shankar             |
| Volksgezondheid?                             | Ellen Smit-Naarendorp         | 1991         | Kraag               |
| Volksgezondheid?                             | M. Rakieb Khudabux            | 1991 - 1996  | Venetiaan I         |
| Volksgezondheid?                             | M. Elias Khodabaks            | 1996 - 1997  | Wijdenbosch II      |
| Volksgezondheid?                             | Theo L.J. Vishnudatt          | 1997 - 1999  | Wijdenbosch II      |
| Volksgezondheid?                             | Soewarto Moestadja            | 1999 - 2000  | Wijdenbosch II      |
| Volksgezondheid?                             | M. Rakieb Khudabux            | 2000 - 2005  | Venetiaan II        |
| Volksgezondheid?                             | Celsius W. Waterberg          | 2005 - 2010  | Venetiaan III       |
| Volksgezondheid?                             | Celsius W. Waterberg          | 2010 - 2012  | Bouterse I          |
| Volksgezondheid?                             | Michel Blokland               | 2012 - 2015  | Bouterse I          |
| Volksgezondheid?                             | Patrick Pengel                | 2015 - 2018  | Bouterse II         |
| Volksgezondheid?                             | Antoine Elias                 | 2018 - 2020  | Bouterse II         |
| Volksgezondheid?                             | Amar Ramadhin                 | 2020 - 2025  | Santokhi            |
| Volksgezondheid, Welzijn en Arbeid           | André Misiekaba               | 2025 - heden | Simons              |

Arbeid · Binnenlandse Zaken · Buitenlandse Zaken · Defensie · Economische Zaken · Financiën · Justitie en Politie · Landbouw, Veeteelt en Visserij · Natuurlijke Hulpbronnen · Onderwijs en Volksontwikkeling · Openbare Werken · Planning en Ontwikkelingssamenwerking · Regionale Ontwikkeling · Ruimtelijke Ordening, Grond- en Bosbeheer · Sociale Zaken en Volkshuisvesting · Sport- en Jeugdzaken · Transport, Communicatie en Toerisme · Volksgezondheid
premier · president · vicepresident
gouverneurs (1650-1954) · gouverneurs (1954-1975) · gevolmachtigd ministers van Suriname